# 橘色副鈎鯰
橘色副鈎鯰，為輻鰭魚綱鯰形目甲鯰科的其中一種，為熱帶淡水魚，分布於南美洲托坎廷斯河、烏卡雅利河及Xingu河流域，體長可達19.3公分，棲息在底層水域，生活習性不明。

## 扩展阅读
維基物種上的相關：橘色副鈎鯰